# Ocuilan
Ocuilan är en kommun i Mexiko.   Den ligger i delstaten Mexiko, i den sydöstra delen av landet, 60 km sydväst om huvudstaden Mexico City. Antalet invånare är 26 332. Arean är 345 kvadratkilometer.
Terrängen i Ocuilan är varierad.
Följande samhällen finns i Ocuilan:
- Santa Mónica
- Chalma
- Santa Ana
- Plaza Nueva
- Colonia Doctor Gustavo Baz
- Los Manantiales
- Ahuatenco
- Cinco Caminos
- Reforma Agraria
- El Picacho
- Lomas de Teocaltzingo
- Tepetzingo
- La Ciénega
- La Cañada
- San José el Tótoc
- Pastoría
- Santa María Nativitas
- La Lagunita
- Coyoltepec
- La Haciendita
- El Ahuehuete
- El Cerrito
- Santa María
- Amola
- Tlecuilco
- Mexicapa
- Tlatempa
- Las Trojes
- Pueblo Nuevo
- La Herradura
- Puente Ancho
- El Capulín
- Mumana-Átl